# 班淑傳奇
《班淑傳奇》，是于正的古裝劇作品，《陸貞傳奇》的姐妹篇，但未沿用演員。2014年1月19日秘密開機，開機前演員先開始學習劇中禮儀、定裝和MV拍攝，同年5月2日全劇殺青。講述東漢三班家族下一代，班昭侄女班淑的傳奇一生。於2015年10月6日深圳电视台公共频道及10月16日腾讯视频首播台灣OTT由LiTV 線上影視全劇上架。

## 首播
| 頻道          | 所在地   | 播映日期       | 播出時間                                                    |
| 深圳公共频道  | 中国大陆 | 2015年10月6日  | 《岭南剧场》每晚19：35 三集连播                             |
| 腾讯视频      | 中国大陆 | 2015年10月16日 | 全集上线，腾讯视频好莱坞会员独享首播。                      |
| 腾讯视频      | 中国大陆 | 2016年2月8日   | 每晚同步更新2集；会员可看全集。                             |
| 央视八套      | 中国大陆 | 2016年2月8日   | 《黄金强档剧场》                                            |
| DATV          | 日本     | 2016年3月30日  | （水）スタート(水・木)20:00～ (木・金)11:15～(土・日)6:30～ |
| 八度空間      | 马来西亚 | 2016年5月11日  | 星期一至五20:30-21:30 2016年7月4日起,改為星期一至四播出     |
| LaLa TV       | 日本     | 2016年10月?日  | 08:30～09:30                                                |
| Channel Ching |          | 2017年1月1日   | 星期一至五18:00-20:00                                       |
| 超視          | 臺灣     | 2018年5月28日  | 每週一至週五 22:00-23:00                                    |

## 劇情介紹
東漢西域都護班超的女儿班淑自小和父母失散，独自在草原长大。在父女相认前夕，班超因病身亡。为得到班氏族人承认，班淑设法入宫，先后做鄧太后开办贵族女学内学堂及男学堂宫学的女傅。开朗的她侠义心肠，却对中原诗书半通不通，在内学堂闹出不少笑话，但她不遵循常规，别出心裁的改革却让原本沉闷学堂气氛为之一新。在教学过程中，班淑爱上历经沧桑的宫学男傅衛英，凭借热情大胆的心，感动了这位不能忘记惨死未婚妻的男子。正当他们之间感情渐浓的时候，班淑的师姐却意外归来，班淑和衛英因此陷入纠结之中。最终，凭着自己的聪明才智，班淑与学生们联手，让瑰丽的大漢文化深入人心，班淑在事业与感情的双重历练中得到成长。

## 演员列表
(按官方剧尾曲排序)

### 领衔主演
| 演员   | 角色         | 关系／昵称 |
| 景甜   | 班淑         | 內學堂女傅→被貶職→內學堂女助教→內學堂女傅→宮學女傅 定遠侯班超与疏勒王女之女，班勇之妹，班昭的侄女，喜欢衛英，後與衛英相戀。 草原上長大的姑娘，為與父親相認而到京城，卻發現父親已逝，為證明自己是班超之女而進宮當女傅，進宮之時謊稱自己是班固之女，被發現後被關入大牢，在曹大家的相認下向大家澄清自己其實是班超之女，在內學堂深受學生喜愛。 因霍恒與姚娟逃婚（抗旨）一事，為太后獻計（以壽辰為名特赦天下，促放霍恒與姚娟出獄）。 在內學堂被縱火後為救北鄉公主身受重傷、為救姚絹踢飛橫木導致南宮大火，再度入獄。 太后要其將功贖罪，將內學堂與宮學合併，並讓班淑單任宮學女傅，只要在太學入學考試中有五位學生通過，就赦免其罪，並下旨將班淑列如扶風班氏族譜。 因遊獵一事受重傷還被誤以為害皇上受傷的兇手，後在朝堂上皇上與寇豐的辯解下澄清只有救駕之功並無罪過。 在得知前去漠南部營救撫遠公主的衛英被打入大牢，便立即與秦懷和鄧家精衛前往營救，在漠南的祭典之中與月錦和演一段刀舞，第一名可要求頭人一個條件，原意是要將即將被處死的衛英帶走，頭人不答應，班淑便假裝要求頭人要親手將衛英殺死和帶走他的屍首，成功救出衛英後便讓他服下寇蘭芝給的丹藥，再與劉萱、忠叔、秦懷會合，不料卻遭南大王追殺，為救衛英身受重傷，被正要班師回朝的班勇所救。 回京城後向衛英提出分手，因為以為衛英還愛著劉萱，後來劉萱來找班淑說明回京這段日子衛英最念念不忘的人其實是班淑，此時混在樓蘭使團中的南大王要來救劉萱，衛英也出現，四人僵持不下時南大王將劉萱的兒子抱來，劉萱這才想起所有事情，向其他三人說自己早已愛上南大王，回京只是想探親，班淑與衛英這才重新再一起。 因樓蘭與大漢締結兄弟之邦。宮學女傅們有功於朝廷，皇室下旨宮學女傅成為朝廷命官（受祿六百石）。 |
| 张哲瀚 | 衛英         | 武將→被貶職轉任→宫学少傅 喜欢班淑。劉萱的舊情郎，後與班淑相戀。 原本是武將，因流寇清剿失利一事被諸多朝中大臣彈劾，太后因此施計改認命衛英擔任宮學少傅。 |
| 付辛博 | 霍恒（小陸） | 虎贲中郎将，羽林军首领→抗旨搶婚下獄→被貶職→庶民→戴罪出兵→ 虎贲中郎将 霍桓的双胞胎弟弟，喜欢姚娟，與姚娟相戀。因刺客禍宮一事，成為太后之武藝之師，太后記恨霍恒與姚娟相戀，藉先帝遺昭，施計將姚娟賜婚給白老將軍（告老還鄉前之請求）。 |
| 付辛博 | 霍桓         | 代理虎贲中郎将→尚书台侍中→造反→被刺殺 霍恒的双胞胎哥哥，太后心中替代霍恒的影子，心中不甘平淡，想藉攀附貴女上位，利用太后心中弱點，暗暗接近太后鄧绥，在弟弟霍恒出征時頂替虎憤中郎將的位子，用計得到太后垂青，後與梁王合謀造反，被太后鄧綏果決了結這一段孽緣並刺殺當場。 |
| 李佳航 | 鄧骘         | 车骑大将军 鄧绥之兄，寇兰芝的未婚夫，曾喜欢班淑，曾爱慕过月锦，并想娶月錦为妻，卻不知月錦在家鄉早有情郎，幫助助寇蘭芝與太守之子和離後，重新追求寇蘭芝，成為歡喜冤家。 |
| 邓莎   | 姚娟         | 內學堂女傅→賜郡主位（白老將軍之妻）→抗旨逃婚下獄→特赦出獄→宮學女傅 班昭之弟子，與霍恒相戀。班淑是其好友兼师妹。因太后記恨其與霍恒相戀，藉先帝遺昭，施計將其賜婚給白老將軍（告老還鄉前之請求）。 因樓蘭與大漢締結兄弟之邦。宮學女傅們有功於朝廷，皇室下旨宮學女傅成為朝廷命官（受祿六百石）。 |
| 李心艾 | 寇兰芝       | 內學堂女傅→退婚→辭官回鄉→太守兒子之妻→和離→宮學女傅 京城第一才女，内学堂女傅，寇豐之姊，鄧騭的未婚妻，因南宮大火一事退婚並辭去女傅職位回故鄉下嫁太守之子，在太守之子得知退婚一事便在鄧騭的幫忙下與之和離，並回宮學當女傅。前期视班淑为敌，一直针对班淑，後與班淑化敵為友。 因樓蘭與大漢締結兄弟之邦。宮學女傅們有功於朝廷，皇室下旨宮學女傅成為朝廷命官（受祿六百石）。 |

### 特别出演
| 演员              | 角色 | 关系／昵称 |
| 李晟              | 鄧绥 | 漢和帝皇后，后為攝政太后 刘祜、劉興之母后。与霍桓有一段禁忌之恋，曾为曹大家（班昭）之学生。因刺客禍宮一事，將軍霍恒成為太后之武藝之師，太后記恨霍恒與姚娟相戀，藉先帝遺昭，施計將姚娟賜婚給白老將軍（告老還鄉前之請求）。霍恒之兄霍桓用計得到太后垂青，後其與梁王合謀造反，被太后果決了結這一段孽緣並刺殺當場。                              |
| 张馨予            | 刘萱 | 內學堂女傅→抚远公主→（和親）烏孫→為情私奔→遭搶親→漠南部（女奴→寵姬→南大王夫人）→救援回朝（廢位改姓）→南大王夫人 班昭之义女兼大弟子，内学堂第一任女傅。卫英之前女友，班淑的義表姐兼师姐。流落漠北部時被南大王所救，後愛上南大王，与南大王有一儿子（小石头）。回京後，因南大王攜子來京尋妻，促舊記憶回復，亦促使漠南部與大漢結成「翁婿之親」。 |
| 恬妞 （中國香港） | 班昭 | 曹大家 班淑、班勇的姑姑。班超、班固之妹。太后鄧绥之帝師。《女誡》為其著作。 |
| 關曉彤            | 江繡 | 蘭台令史江府大小姐 班淑的學生，江綾之姊。膽小慎為，奉父命謹慎處事。 |
| 蒋依依            | 江绫 | 兰台令史江府二小姐 班淑的学生，江绣之妹。膽大活潑。是班淑的小跟班。 |
| 米热              | 寇豐 | 寇蘭芝的弟弟，因為姐姐的關係討厭班淑，後成為班淑弟子。在樓蘭初試比對中，大漢一比一平手，後大漢與樓蘭締結兄弟之邦之際，樓蘭王女向其求愛，倆人終成一對情侶。 |
| 張逸杰            | 劉弘 | 中山王之子，劉灩之兄。 |
| 张雪迎            | 刘滟 | 北乡公主 班淑的学生。中山王之女，刘弘之妹。 |
| 康寧              | 阿興 | 聞喜公主 （先帝、太后之女），班淑的学生。身性體弱，被初來乍到的班淑一聲吼嚇暈。後隨著體力漸豐，成為班淑小跟班。 |
| 范琳琳            | 阿蕙 | 班淑的学生。北乡公主刘滟於內學堂時期之小跟班。 |

### 其它演员
| 演员     | 角色     | 关系／昵称 |
| 王双     | 明宫长   | 邓太后身边的女官。是導正鄧太后行為舉止之明燈。 |
| 迪丽热巴 | 安心     | 楼兰王女 安平之姐，初時以外派使臣來京，對漢臣碁鋒相對。在京遊逛，因寇豐鼎力相助而漸漸喜欢寇豐。後在三試比對中，輸於大漢，大漢又另歸還樓蘭佚失之古曲手抄本及司南於樓蘭王室，以此締結兄弟之邦。 |
| 康磊     | 安平     | 楼兰王子 安心之弟。初時以外派使臣來京，對漢臣碁鋒相對。後在三試比對中，輸於大漢，大漢又另歸還樓蘭佚失之古曲手抄本及司南於樓蘭王室，以此締結兄弟之邦。                                         |
| 王建新   | 寇大人   | 威候，宅心仁厚的才学大家。老實善良，但個性亦正亦邪。寇兰芝和寇丰之父。拥有造反太后的阴谋。 |
| 张雅萌   | 太王妃   | 漠南部太王妃 南大王之母。 |
| 王驾麟   | 梁王     | 和寇大人、图谋造反。 |
| 王茂雷   | 甄剑     | 参将，云袖公主之夫（驸马爷），整日以欺辱霍桓为乐。 |
| 杨珑     | 秦怀     | 邓骘的隨從。 |
| 温雯     | 佩环     | 班家的侍女。 |
| 曹馨月   | 碧玉     | 寇兰芝的贴身侍女，內學堂大火的始作俑者。 |
| 张镓麟   | 班勇     | 军司马 班淑之兄，班超之子。姑姑為班昭（曹大家）。 |
| 卓凡     | 江充栋   | 兰台令史，江绣、江绫之父。朝廷二百石官員。 |
| 胡浦     | 白承恩   | 白将军，风流好色，喜新厌旧。因太后記恨姚娟與霍恒相戀，藉先帝遺昭，施計將姚娟賜婚給白老將軍（告老還鄉前之請求）。                                                                              |
| 高伟光   | 南大王   | 漠南部南大王 大头人之弟，莫愁夫人(刘萱)之夫。两人育有一儿（小石头）。刘萱被救回京後，因南大王攜子來京尋妻，促刘萱舊記憶回復，亦促使漠南部與大漢結成「翁婿之親」。                             |
| 季晨     | 莫东     | 西域商人 與班淑有緣，私下一直帮助班淑。 |
| 卢勇     | 杨震     | 关西夫子；太常大人，是東漢名臣 |
| 王培栋   | 刘祜     | 大汉皇帝汉安帝 闻喜公主之兄。原为清河王刘庆与清河王妃( 左小娥 )之子，非邓太后（邓绥）亲生。戏中年仅14岁。                                                                                     |
| 曾一萱   | 锦书     | 内学堂管事宫女 |
| 孙怡     | 林岑     | 大鸿胪林大人之女，寇兰芝的得意门生，专门替她办事。 |
| 高雨儿   | 阿双     | 甲班学生。 |
| 郑丹蕾   | 阿湘     | 班淑的学生，刘滟的闺蜜。 |
| 高基才   | 朱丁     | 宫学学生，光禄大夫朱明堂之子。 |
| 鄢佳辉   | 杜仲     | |
| 陈龙     | 李永     | 关内侯李光之子。 |
| 臧洪娜   | 阴秀     | 霍恒的青梅竹馬 自小就喜欢霍恒，長大後再見面時，表示與霍恒自小訂有婚約。後幫助受傷的霍恒回到京城。                                                                                             |
| 肖雨雨   | 夏文姬   | 御史大夫夏大人之女，和班淑同为入选的内学堂女博，講學首日就被乙班調皮的學生用蛤蟆置頸而嚇跑。                                                                                                  |
| 向以丞   | 云袖公主 | 甄剑之妻。驕橫虐夫之主。 |
| 邵敏     | 王夫人   | 皇帝之(王圣)，居心叵测，怂恿皇帝与太后作对。视寇兰芝为妹。 |
| 岳东峰   | 蔡大人   | 尚方令，管理宫中的内务采买。 |
| 李熠霖   | 大头人   | 漠南部领导，太王妃之子，南大王之兄。 |
| 申恩盼   | 阿蛛     | 学生。 |

### 友情出演
| 演员                | 角色     | 关系／昵称                                                                             |
| 张檬                | 月锦     | 胡国少女，舞姬。邓骘之爱慕对象，但在家乡已有情郎，，後幫助班淑救出衛英逃離漠南部大營。 |
| 高云翔              | 素利     | 北漠流寇首领，喜欢班淑。但被班淑用計逃離其魔手。                                       |
| 黑子                | 南阳王   | 逗比王爷，“妻管严”，班淑为其治好疾病，為報其恩，對班淑感激不盡，協助班淑入宮查資料。   |
| 王琳                | 南阳王妃 | 逗比王妃，自私自利，討厭班淑。                                                         |
| 邱心志 （臺灣）     | 朱明堂   | 光禄大夫，朱丁之前父。（因打妻事件与朱丁断絕父子关系）                                 |
| 杨恭如 （中國香港） | 朱母     | 朱明堂之妻，朱丁之母。                                                                 |
| 何彥霓              | 柔娘     | 朱明堂的小妾。                                                                         |
| 汤镇业 （中國香港） | 忠叔     | 班淑的忠心老仆。                                                                       |
| 张峻宁              | 宋诚     | 细柳营校尉，江绣的情郎，和其有婚约。已割袖断情。曾是并洲督邮。                         |
| 焦俊艳              | 阿月     | 红香院花魁，邓骘的红颜知己。                                                           |

## 电视原声带
| 曲序 | 曲目             | 主唱   |
| ---- | ---------------- | ------ |
| 1.   | 惊鸿（片头曲）   | 张哲瀚 |
| 2.   | 心上人（片尾曲） | 景甜   |

## 電視劇的變遷
| 马来西亚 八度空间 每逢星期一至五 20:30-21:30 · 2016年7月4日起，每逢星期一至四 20:30-21:30 | 马来西亚 八度空间 每逢星期一至五 20:30-21:30 · 2016年7月4日起，每逢星期一至四 20:30-21:30 | 马来西亚 八度空间 每逢星期一至五 20:30-21:30 · 2016年7月4日起，每逢星期一至四 20:30-21:30 |
| ----------------------------------------------------------------------------------------- | ----------------------------------------------------------------------------------------- | ----------------------------------------------------------------------------------------- |
|                                                                                           | 班淑传奇 （2016年5月11日－2016年7月7日）                                                  |                                                                                           |
| 金钗谍影 （2015年3月9日－2016年5月10日）                                                  | 新萧十一郎 （2016年7月11日－9月20日）                                                     |                                                                                           |

| 臺灣 超視 每週一至週五 22:00-23:00 | 臺灣 超視 每週一至週五 22:00-23:00        | 臺灣 超視 每週一至週五 22:00-23:00 |
| ---------------------------------- | ----------------------------------------- | ---------------------------------- |
|                                    | 班淑傳奇 （2018年5月29日－2018年7月25日） |                                    |
| 蘭陵王(重播)                       | 大唐榮耀 （2018年7月26日－）              |                                    |